# Distrikt Viques
Der Distrikt Viques liegt in der Provinz Huancayo in der Region Junín in Zentral-Peru. Der Distrikt wurde am 24. Dezember 1941 gegründet. Er besitzt eine Fläche von 6,1 km². Beim Zensus 2017 wurden 2741 Einwohner gezählt. Im Jahr 1993 lag die Einwohnerzahl bei 1971, im Jahr 2007 bei 2065. Sitz der Distriktverwaltung ist die 3195 m hoch gelegene Kleinstadt Viques mit 2687 Einwohnern (Stand 2017). Viques befindet sich knapp 10,5 km südsüdwestlich der Provinz- und Regionshauptstadt Huancayo.

## Geographische Lage
Der Distrikt Viques befindet sich im Andenhochland zentral in der Provinz Huancayo. Der Río Mantaro fließt entlang der westlichen Distriktgrenze nach Süden.
Der Distrikt Viques grenzt im Westen an den Distrikt Chupuro, im Norden an den Distrikt Huayucachi, im Osten an den Distrikt Sapallanga sowie im Süden an den Distrikt Huacrapuquio.